# Campeonato manomanista 2008
La LXIII edición del Campeonato manomanista, máxima competición de pelota vasca en la variante de pelota mano profesional de primera categoría, se disputó en el año 2008. Era la sexta edición organizada por la LEPM (Liga de Empresas de Pelota Mano), compuesta por las dos principales empresas dentro del ámbito profesional de la pelota mano, Asegarce y ASPE.
En cuartos de final esperaban los cuatro semifinalistas de la edición anterior Eugi, Olaizola II, Barriola y González, de conformidad con el modelo de competición instaurado desde el año 2003. Finalmente resultó ganador contra todo pronóstico el pelotari de Leiza, Bengoetxea VI, en una final disputada contra su paisano Abel Barriola.

## Pelotaris
| - Pelotaris de Asegarce: - Agirre - Begino - Beloki - Bengoetxea VI - Koka - Leiza - Olaizola I - Olaizola II - Patxi Ruiz - Peñagarikano |  | - Pelotaris de ASPE: - Barriola - Eugi - Eulate - González - Laskurain - Martínez de Irujo - Pascual - Urberuaga - Xala - Zubieta |

## Treintadosavos de final
| Fecha    | Frontón y localidad           | Rojo               | Azul               | Tanteo |
| -------- | ----------------------------- | ------------------ | ------------------ | ------ |
| 04/04/08 | Municipal de Ceánuri, Ceánuri | Martínez de Eulate | Zubieta            | 22-18  |
| 06/04/08 | Astelena, Éibar               | Xala               | Laskurain (lesión) | 22-0   |
| 05/04/08 | Amorebieta IV, Amorebieta     | Agirre             | Urberuaga          | 22-11  |
| 07/04/08 | Beotibar, Tolosa              | Pascual            | Begino             | 07-22  |

## Dieciseisavos de final
| Fecha    | Frontón y localidad             | Rojo       | Azul               | Tanteo |
| -------- | ------------------------------- | ---------- | ------------------ | ------ |
| 11/04/08 | Municipal de Ortuella, Ortuella | Leiza      | Martínez de Eulate | 22-09  |
| 12/04/08 | Labrit, Pamplona                | Olaizola I | Xala               | 22-13  |
| 13/04/08 | Astelena, Éibar                 | Agirre     | Peñagarikano       | 12-22  |
| 12/04/08 | Labrit, Pamplona                | Koka       | Begino             | 08-22  |

## Octavos de final
| Fecha    | Frontón y localidad      | Rojo         | Azul              | Tanteo |
| -------- | ------------------------ | ------------ | ----------------- | ------ |
| 20/04/08 | Astelena, Éibar          | Leiza        | Bengoetxea VI     | 18-22  |
| 21/04/08 | Beotibar, Tolosa         | Beloki       | Olaizola I        | 06-22  |
| 18/04/08 | Atano III, San Sebastián | Peñagarikano | Martínez de Irujo | 12-22  |
| 19/04/08 | Labrit, Pamplona         | Patxi Ruiz   | Begino            | 22-11  |

## Cuartos de final
| Fecha    | Frontón y localidad      | Rojo        | Azul              | Tanteo |
| -------- | ------------------------ | ----------- | ----------------- | ------ |
| 04/05/08 | Astelena, Éibar          | Olaizola II | Bengoetxea VI     | 12-22  |
| 03/05/08 | Labrit, Pamplona         | Eugi        | Olaizola I        | 09-22  |
| 10/05/08 | Atano III, San Sebastián | González    | Martínez de Irujo | 22-20  |
| 11/05/08 | Astelena, Éibar          | Barriola    | Patxi Ruiz        | 22-06  |

## Semifinales
| Fecha    | Frontón y localidad      | Rojo       | Azul          | Tanteo |
| -------- | ------------------------ | ---------- | ------------- | ------ |
| 17/05/08 | Labrit, Pamplona         | Olaizola I | Bengoetxea VI | 16-22  |
| 25/05/08 | Atano III, San Sebastián | González   | Barriola      | 8-22   |

## Final
| Fecha    | Frontón y localidad      | Rojo     | Azul          | Tanteo |
| -------- | ------------------------ | -------- | ------------- | ------ |
| 07/06/08 | Atano III, San Sebastián | Barriola | Bengoetxea VI | 11-22  |

- Datos: Q6748765